# Chauna
Chauna Illiger, 1811 è un genere di uccelli anseriformi appartenente alla famiglia Anhimidae, diffuso in America Meridionale.

## Tassonomia
Il genere comprende due specie:
- Chauna chavaria (Linnaeus, 1766) - palamedea settentrionale o kamichi settentrionale (Colombia settentrionale e Venezuela nord-occidentale)
- Chauna torquata (Oken, 1816) - palamedea fedele o kamichi meridionale (dal Perù sud-orientale e dal Brasile meridionale fino all'Argentina centrale)

Sono specie simili, ma la palamedea settentrionale è di colore più scuro, mentre la palamedea fedele è di colore grigiastro con sfumature nere.

## Galleria d'immagini

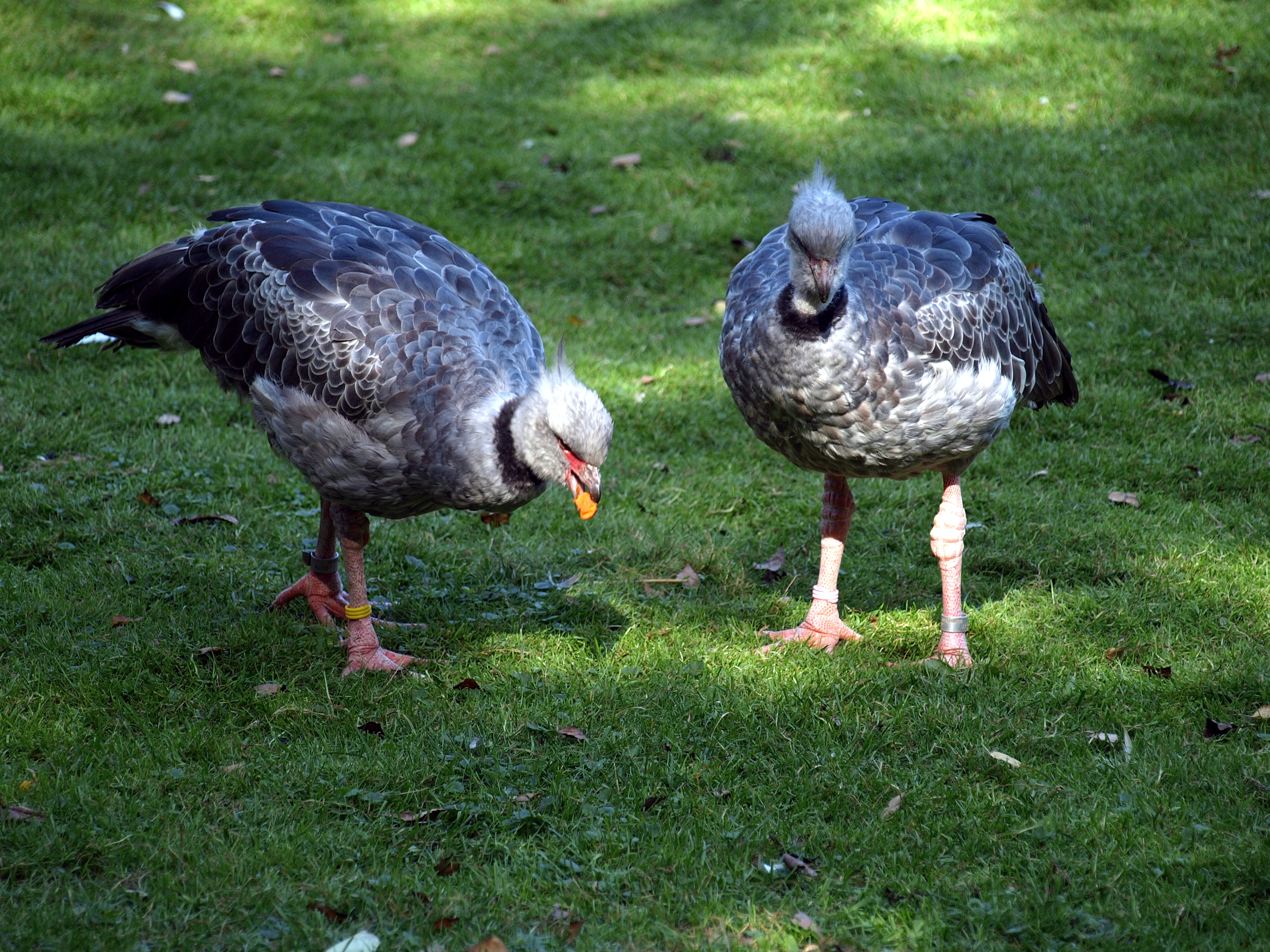
Kamichi meridionali
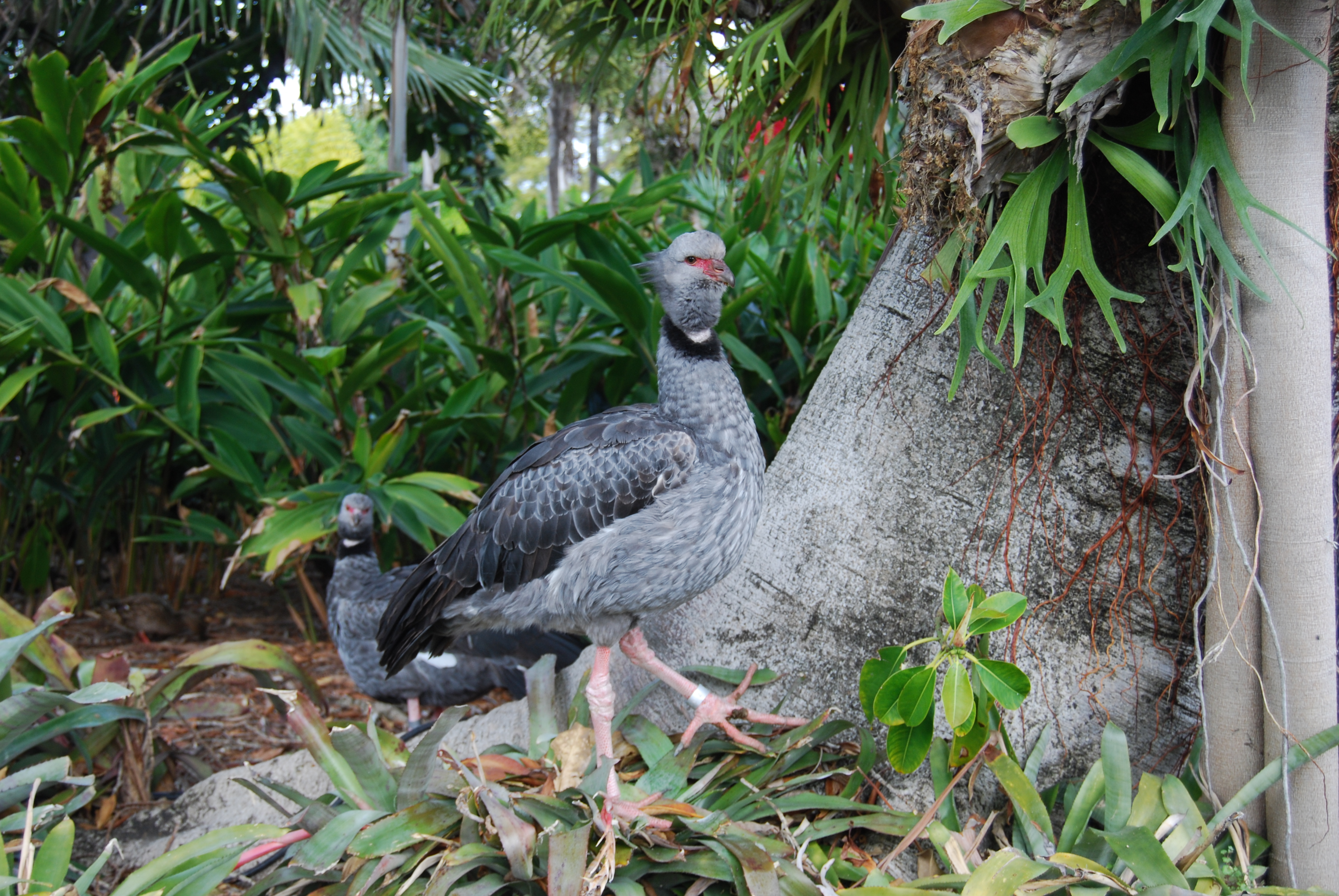
Kamichi meridionale
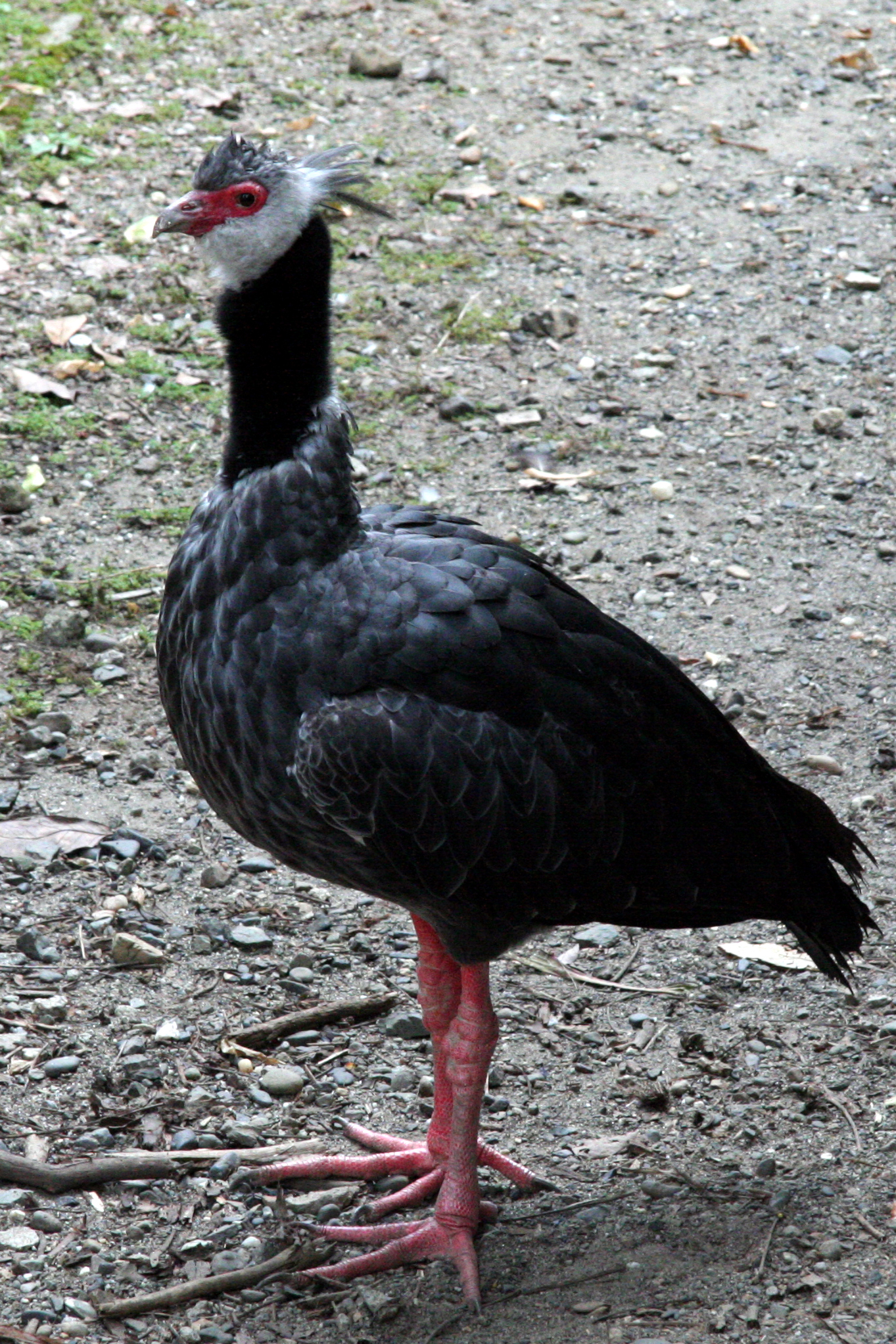
Un kamichi settentrionale